# Папуга-бронзоголов зеленоволий
Папуга-бронзоголов зеленоволий (Psittacella madaraszi) — вид птахів з родини папугові (Psittacidae). Ендемік Новій Гвінеї. Вид отримав назву P. madaraszi на честь мадярського орнітолога Дьюли Мадараса.

## Опис
Зеленоволий папуга-бронзоголов є відносно невеликим папугою. Його довжина становить близько 14 см, вага від 34 до 44 г. Голова птаха оливково-коричневого кольору, від тім'я до шиї поцяткована жовтим пір'ям. Горло тьмяно-жовтого кольору. Спина і крила оливково-зелені. Рульові крила зелені, гузка червона. Дзьоб світло-блакитний або сірий, з білим кінчиком. У самок на лобі блакитна пляма, пір'я на тім'ї оранжевого кольору.

## Поширення
Великий папуга-бронзоголов є ендеміком Новій Гвінеї, не поширений однак в західній частині острова. Мешкає в тропічних гірських лісах і високогір'ях на висоті від 1150 до 2500 м над рівнем моря.

## Раціон
Харчується фруктами, насінням, ягодами, квітками, листям.

## Збереження
Це поширений вид птахів, який мешкає в малодоступних для людини місцях. МСОП вважає цей вид таким, що не потребує особливих заходів зі збереження.